# Acromyrmex volcanus
Acromyrmex volcanus is een mierensoort uit de onderfamilie van de Myrmicinae. De wetenschappelijke naam van de soort is voor het eerst geldig gepubliceerd in 1937 door Wheeler, W.M..